# Erik Konecki
Erik Konecki (* 7. November 1952 in Krefeld) ist ein ehemaliger deutscher Eishockeyspieler, der unter anderem für den ERC Westfalen Dortmund und EC Deilinghofen in der zweithöchsten Spielklasse aktiv war. Mit 353 Punkten ist er Rekordscorer des ERC. Sein Vater Ēriks Koņeckis und sein Bruder Ralf Konecki waren ebenfalls Eishockeyspieler. 

## Karriere
Erik Konecki spielte ab der Spielzeit 1968/69 für den ERC Westfalen Dortmund. Schon in seiner Debütsaison erzielte er sechs Tore in 18 Spielen und trug damit zum Aufstieg in die damals noch zweitklassige Oberliga bei. Zudem wurde er in dieser Zeit in die NRW-Jugendauswahl und Junioren-Nationalmannschaften des Deutschen Eishockey-Bundes berufen. Nachdem der ERC im Jahr 1973 die Qualifikation für die neu geschaffene 2. Bundesliga verpasst hatte, schloss er sich dem EC Deilinghofen an. Doch schon nach einer Saison kehrte er nach Dortmund zurück. Ab 1980 verbrachte er jeweils eine Spielzeit bei der ESG Kassel, dem Königsborner SV und dem BFC Preussen.
Anschließend spielte Konecki noch einmal vier Jahre lang beim ERC Westfalen, bevor er seine Karriere beendete. In seiner letzten Spielzeit 1986/87 stieg er – wie einst in seiner Debütsaison – mit Dortmund in die Oberliga auf. Insgesamt stand Konecki damit 15 Jahre lang im Kader des ERC Westfalen. Mit 353 Punkten aus 337 Partien ist er der erfolgreichste Scorer in der Geschichte des Vereins.

## Erfolge und Auszeichnungen
- 1969 Aufstieg in die Oberliga mit dem ERC Westfalen Dortmund
- 1983 Aufstieg in die 2. Bundesliga mit dem BFC Preussen
- 1986 Aufstieg in die Regionalliga mit dem ERC Westfalen Dortmund
- 1987 Aufstieg in die Oberliga mit dem ERC Westfalen Dortmund

## Karrierestatistik
(Legende zur Spielerstatistik: Sp oder GP = absolvierte Spiele; T oder G = erzielte Tore; V oder A = erzielte Assists; Pkt oder Pts = erzielte Scorerpunkte; SM oder PIM = erhaltene Strafminuten; +/− = Plus/Minus-Bilanz; PP = erzielte Überzahltore; SH = erzielte Unterzahltore; GW = erzielte Siegtore; 1 Play-downs/Relegation; Kursiv: Statistik nicht vollständig)

## Familie
Erik Koneckis Vater ist Ēriks Koņeckis, der mit Preussen Krefeld und dem Krefelder EV jeweils einmal Deutscher Meister wurde und 2005 in die Hockey Hall of Fame Deutschland aufgenommen wurde. In den ersten Jahren seiner Karriere bis 1972 spielte Konecki beim ERC in der Mannschaft des ERC Westfalen Dortmund, die von seinem Vater trainiert wurde. Zudem bildete er dort über viele Jahre ein Sturmduo mit seinem Bruder Ralf Konecki.